# ガス漏出等罪
ガス漏出等罪（ガスろうしゅつとうざい）は、刑法に規定された犯罪類型の一つ。｢放火及び失火の罪｣の章に規定があり、公共危険犯の一種と解されている。

## 解釈論
例えばアパートなど集合住宅において締め切った自室にガスを充満させる行為がこれに該当する。ホースを切るなど故意にガス等を漏出させることが必要であり、設備の老朽化など過失による場合は各種の特別法違反に該当するか否かの問題になるにすぎない。
また、本罪は具体的危険犯であり、人の生命・身体・財産に対する具体的危険が発生することを要する。